# Mouvement International pour la Nouvelle Muséologie
Il MINOM (acronimo di Mouvement International pour la Nouvelle Muséologie) è un organismo affiliato all'ICOM (Consiglio Internazionale dei Musei) e dedicato alla promozione dei temi e dei valori della "Nuova Museologia", con uno occhio particolare al campo dei musei comunitari e degli ecomusei.
La missione del MINOM è quella di contribuire allo sviluppo delle capacità di interpretazione della società contemporanea, dando spazio maggiore alla partecipazione nel recupero della memoria passata, da consolidarsi nel presente, in vista di uno sviluppo futuro. Il MINOM intende promuovere la formazione sociale permanente degli operatori, professionali e non, che agiscono nell'ambito della "Nuova Museologia", incentivando anche l'analisi critica sugli orientamenti, i metodi e le pratiche sul campo della museologia sociale.
Dalla data della sua costituzione, nel 1985, il MINOM ha operato attivamente per promuovere l'interscambio di esperienze e di riflessioni in ambito museologico internazionale, tramite diffusione di raccolte bibliografiche, bollettini informativi, siti internet, ma ancor più tramite riunioni e workshop.

## Organigramma
- Presidente: Raul Mendez Lugo (Messico)
- Vice-presidenti: Maurizio Maggi (Italia), e Ana Mercedes (Portogallo)
- Direttore: Fernando Antonio Pereira (Portogallo)
- Consiglieri: Pierre Mayrand (PCHB, Canada), Odalice Periosti (EQCM, Brasile), Jorge Abril (Spagna)
- Membri onorari: Hugues de Varine (Francia), François Leclerq (Canada), Mario Moutinho (Portogallo)